# Komeil Ghasemi
Komeil Ghasemi, né le 27 février 1988 à Sari, est un lutteur libre iranien.

## Biographie
Le 11 août 2012, il obtient la médaille de bronze aux Jeux olympiques de Londres en catégorie des moins de 120 kg.
Contrôlé positif au turinabol, le géorgien Davit Modzmanashvili est déchu de sa médaille d'argent le 17 janvier 2019 tandis que l'ouzbek Artur Taymazov, initialement médaillé d'or, a lui été déclassé en avril 2017 également pour dopage. Komeil Ghasemi ainsi que le Russe Bilyal Makhov reçoivent en septembre 2022 leur médaille d'or.
Ce titre olympique vient s'ajouté a posteriori à sa médaille d'argent gagné lors des jeux olympiques de Rio en 2016 où il s'incline face au Turc Taha Akgül en finale.